# Грб Мостара
Грб Мостара је усвојен 2004. године. Током рата у Босни и Херцеговини и сукоба Бошњака и Хрвата, град је био подељен на источни и западни део. Након Дејтонског споразума, подручје је било подељено у шест општина: Мостар Југ, Мостар Југоисток, Мостар Југозапад, Мостар Сјевер, Мостар Стари Град и Мостар Запад. Општине су уједињене 2004. године у „Град Мостар”. Грб приказује чувени стари мост преко реке Неретве, представљајући мир, равноправност, и једнакост. Шест белих пруга реке представљају шест градских подручја (бивше општине). Два троугла су вага, а полукруг је сунце. Плава боја је небо, а бела камен.